# Zentla (municipalité)
La municipalité de Zentla est l'une des 212 municipalités de l'État de Veracruz, et est située dans la partie centrale de cet État. Elle se trouve à l'ouest du golfe du Mexique, dans le bassin versant du fleuve Río Jamapa, et est établie sur les piémonts de la chaîne de montagnes de la Sierra Madre orientale. Son chef-lieu est la ville de Colonia Manuel González. Elle dépend de la région administrative de Las Montañas, qui est une des 10 subdivisions administratives de l'État de Veracruz.

## Géographie
La municipalité de Zentla s'étire d'ouest en est, avec une excroissance vers le nord-ouest, dans le bassin versant du fleuve Río Jamapa, sur les premiers reliefs marqués de la chaîne de montagnes de la Sierra Madre orientale, avec une altitude oscillant entre 200 et 1 000 mètres,. Sa limite sud est formée par le fleuve Río Jamapa. Elle traversée par la rivière Río Xicuintla et d'autres tributaires du fleuve Río Jamapa. Son chef-lieu est la ville de Colonia Manuel González, qui se trouve dans les confins nord-ouest de son territoire. Ce territoire couvre une superficie de 178,7 km2, et était peuplé en 2010 de 12 379 habitants, pour une densité de 69,3 habitants par km2.
La municipalité est limitrophe au nord de celle de Comapa, au nord et au nord-ouest de celle de Huatusco, à l'ouest de celle de Tepatlaxco, au sud de celles de Paso del Macho et de Camarón de Tejeda, et à l'est de celle de Soledad de Doblado.

## Composition et démographie
La municipalité était composée en 2010 de 52 localités, dont aucune n'était considérée comme urbaine, les autres étant rurales.
| Localité                  | Population |
| ------------------------- | ---------- |
| Ejido La Piña (Maromilla) | 1123       |
| Colonia Manuel González   | 982        |
| Pueblito de Matlaluca     | 927        |
| Corazón de Jesús (Piña)   | 883        |
| Puentecilla               | 785        |
| Reste des localités       | 7679       |
| Total population          | 12 379     |

En plus de l'espagnol, une langue amérindienne est parlée dans la municipalité : le nahuatl.

## Histoire
Le territoire de la municipalité abrite une ville précolombienne appartenant au peuple totonaque.
Un décret de 1894 déclare la ville de Colonia Manuel González chef-lieu de la municipalité de même nom.

## Économie

### Agriculture et élevage
La superficie des parcelles semées représentait en 2014 une surface totale de 9 419 hectares, parmi lesquels 4 730 hectares étaient voués à la culture de la canne à sucre, 3 399 étaient voués à la culture du caféier, et 1 275 hectares voués à celle du maïs.
En 2014, la production de viande par tonnes comprenait 321,4 tonnes de viande bovine, 409,7 tonnes de viande porcine, 7 tonnes de viande ovine, 8,2 tonnes de viande caprine, 447,9 tonnes de volailles, et 1,3 tonne de dinde. La superficie vouée à l'élevage représentait alors 3 472 hectares.